# Templo de Luna
Templo de Luna (em latim: Aedes Lunae) era um templo dedicado à deusa Luna localizado no monte Aventino de Roma. Sua festa era celebrada em 31 de março.

## História
Segundo Tácito, este templo foi construído por ordem do rei Sérvio Túlio, mas a primeira menção dele nas fontes foi em 182 a.C., quando uma de suas portas foi arrancada do batente e acabou no fundo do Santuário de Ceres, Líber e Líbera. Por causa desta história, é provável que este templo ficasse na extremidade setentrional do Aventino, perto da Porta Trigêmina. O edifício foi atingido por raio na época da morte de Cina, assim como o templo de Ceres. Depois da destruição de Corinto, o cônsul Lúcio Múmio dedicou alguns dos espólios saqueados da cidade neste templo.
O Templo de Luna foi finalmente destruído no grande incêndio de 64 e não foi mais reconstruído.